# Taipé Chinês nos Jogos Olímpicos de Verão de 2016
Taipé Chinês participou nos Jogos Olímpicos de 2016 no Rio de Janeiro, Brasil, de 5 a 21 de agosto de 2016. O Comité Olímpico de Twain enviou um total de 60 atletas aos Jogos para competir em 18 disciplinas desportivas.
O porta bandeiras na cerimónia de abertura foi o ginete Isheau Wong.
O Taipé Chinês é o nome oficial com o que participam as equipas desportivas da República da China, conhecida comumente como Taiwan, nos Jogos Olímpicos e outros eventos desportivos como os Jogos Asiáticos.

## Atletas
A seguinte pronta é a lista de todos os atletas nos Jogos:
| Desporto      | Homens | Mulheres | Total |
| ------------- | ------ | -------- | ----- |
| Tiro com arco | 3      | 3        | 6     |
| Atletismo     | 4      | 2        | 6     |
| Badminton     | 3      | 1        | 4     |
| Boxe          | 1      | 1        | 2     |
| Ciclismo      | 0      | 2        | 2     |
| Equitação     | 1      | 0        | 1     |
| Golfe         | 2      | 2        | 4     |
| Ginástica     | 1      | 0        | 1     |
| Halterofilia  | 3      | 4        | 7     |
| Judo          | 1      | 1        | 2     |
| Luta          | 0      | 1        | 1     |
| Natação       | 1      | 1        | 2     |
| Remo          | 0      | 1        | 1     |
| Taekwondo     | 1      | 2        | 3     |
| Tênis         | 1      | 4        | 5     |
| Tênis de mesa | 3      | 3        | 6     |
| Tiro          | 1      | 3        | 4     |
| Vai-a         | 1      | 0        | 1     |
| Total         | 29     | 31       | 60    |

## Medalheiro
| Medalha           | Nome                                    | Desporto      | Evento               | Data        |
| ----------------- | --------------------------------------- | ------------- | -------------------- | ----------- |
| Medalha de ouro   | Hsu Shu-ching                           | Halterofilia  | –53 kg feminino      | 7 de agosto |
| Medalha de bronze | Tan Ja-Ting Lin Shih-Chia Le Chien-Ying | Tiro com arco | Feminino por equipas | 7 de agosto |
| Medalha de bronze | Kuo Hsing-chun                          | Halterofilia  | –58 kg feminino      | 8 de agosto |